# Audubon Ballroom
L'Audubon Theatre and Ballroom, généralement appelé Audubon Ballroom, était un théâtre et une salle de bal situés au 3940 Broadway et sur la 165e rue dans le quartier Washington Heights de Manhattan, New York City. 
Il a été construit en 1912 et a été conçu par Thomas W. Lamb.
La salle de bal est connue pour être le lieu de l'assassinat de Malcolm X le 21 février 1965.